# Esto es Estopa (àlbum)
Esto es Estopa (Directe Acústic) és el vuitè disc del duo espanyol de rumba/rock, Estopa.

## Llista de cançons
| Núm. | Títol                                  | Durada |
| ---- | -------------------------------------- | ------ |
| 1.   | «Como Camarón»                         | 3:40   |
| 2.   | «Naturaleza»                           | 4:03   |
| 3.   | «Tu calorro (con Vicentico)»           | 3:53   |
| 4.   | «Ahora»                                | 3:54   |
| 5.   | «Me quedare»                           | 3:33   |
| 6.   | «Ya no me acuerdo»                     | 3:55   |
| 7.   | «Rumba triste»                         | 3:17   |
| 8.   | «Cuando tú te vas»                     | 4:06   |
| 9.   | «El run run»                           | 3:09   |
| 10.  | «Hemicraneal»                          | 4:20   |
| 11.  | «Partiendo la pana»                    | 4:24   |
| 12.  | «La primavera (con Lila Downs)»        | 3:21   |
| 13.  | «Vino tinto»                           | 3:53   |
| 14.  | «Me falta el aliento»                  | 4:20   |
| 15.  | «La raja de tu falda (con Celso Piña)» | 4:33   |

## Posició en llistes
| Llistes (2014)       | Millor posició |
| -------------------- | -------------- |
| Espanya (PROMUSICAE) | 1              |

## Certificacions
| País    | Organisme certificador | Certificació | Vendes certificades | Ref   |
| ------- | ---------------------- | ------------ | ------------------- | ----- |
| Espanya | PROMUSICAE             | Or           | 20.000              | [ 2 ] |